# Episodi di Heartland (dodicesima stagione)
La dodicesima stagione di Heartland è andata in onda sul canale canadese CBC dal 6 gennaio al 7 aprile 2019. 
In Italia è stata trasmessa in prima visione assoluta su Rai 2 dal 28 ottobre al 11 novembre 2021.
| nº | Titolo originale     | Titolo italiano                 | Prima TV Canada  | Prima TV Italia  |
| -- | -------------------- | ------------------------------- | ---------------- | ---------------- |
| 1  | Dare to Dream        | Il coraggio di sognare          | 6 gennaio 2021   | 28 ottobre 2021  |
| 2  | Hearts Run Free      | Al cuore non si comanda         | 13 gennaio 2019  | 29 ottobre 2021  |
| 3  | Just Breathe         | La pace interiore               | 20 gennaio 2019  | 1 novembre 2021  |
| 4  | Risk and Reward      | Rischio e rendimento            | 27 gennaio 2019  | 2 novembre 2021  |
| 5  | Change of Heart      | Ripensamento                    | 10 febbraio 2019 | 3 novembre 2021  |
| 6  | Diamond in the Rough | Diamante grezzo                 | 17 febbraio 2019 | 4 novembre 2021  |
| 7  | Running Scared       | Superare le paure               | 3 marzo 2019     | 5 novembre 2021  |
| 8  | Stress Fractures     | Oltre gli ostacoli              | 10 marzo 2019    | 8 novembre 2021  |
| 9  | Long Road Back       | La lunga strada del ritorno     | 24 marzo 2019    | 9 novembre 2021  |
| 10 | All Hearts Lead Home | Il cuore ti porta sempre a casa | 31 marzo 2019    | 10 novembre 2021 |
| 11 | Room to Grow         | Tempo di crescere               | 7 aprile 2019    | 11 novembre 2021 |